# Acmispon nevadensis
Acmispon nevadensis là một loài thực vật có hoa trong họ Đậu. Loài này được (S. Watson) Brouillet mô tả khoa học đầu tiên năm 2008.